# الحمرات
الحمرات قرية في ناحية الرقاما التابعة لمنطقة حمص في محافظة حمص في سورية. تقع شرق الطريق السريع بين حمص ودمشق.يقارب عدد سكانها أربعة الآلاف نسمة